# Oishi Takao
Takao Oishi (sinh ngày 25 tháng 5 năm 1964) là một cầu thủ bóng đá người Nhật Bản.

## Sự nghiệp câu lạc bộ
Takao Oishi đã từng chơi cho Júbilo Iwata.